# روبن بنز
روبن بنز (بالألمانية: Robin Benz)‏ هو لاعب كرة قدم ألماني في مركز حراسة المرمى، ولد في 7 نوفمبر 1995 في ألمانيا. لعب مع VfL Bochum II ‏.

## وصلات خارجية
- روبن بنز على موقع قاعدة بيانات كرة القدم.إي يو (الإنجليزية)
- روبن بنز على موقع عالم كرة القدم.نت (الإنجليزية)